# Muraltia angustiflora
Muraltia angustiflora är en jungfrulinsväxtart som beskrevs av Margaret Rutherford Bryan Levyns. Muraltia angustiflora ingår i släktet Muraltia och familjen jungfrulinsväxter. Inga underarter finns listade i Catalogue of Life.